# Britische Unterhauswahl 2017
| Regierung (317): Conservative 317 Tolerierung (10) DUP 10 |  | Opposition (322): Labour 262 SNP 35 LibDem 12 SF 7 * Plaid 4 Green 1 Unabh. 1 |
| Speaker 1                                                 |  |                                                                               |

Zusammensetzung:
^{*} Die Sinn-Féin-Mandate werden in Westminster nicht eingenommen.

Die Wahl zum Unterhaus im Vereinigten Königreich am 8. Juni 2017 war eine vorgezogene Unterhauswahl. Es war die erste Unterhauswahl, bei der Theresa May als Premierministerin antrat. Auch für den Oppositionsführer Jeremy Corbyn war es die erste Unterhauswahl. Die Wahl fand vor dem Hintergrund der anstehenden Verhandlungen über den EU-Austritt Großbritanniens („Brexit“) statt.
Nach dem Terroranschlag in Manchester am 22. Mai 2017 unterbrachen die Parteien den Wahlkampf bis zum 26. Mai 2017. Auch nach dem Terroranschlag in London vier Tage vor der Unterhauswahl unterbrachen alle Parteien (außer der UKIP) kurzzeitig ihren Wahlkampf.
Als am 9. Juni feststand, dass die regierende Conservative Party ihre absolute Mehrheit im britischen Unterhaus verlieren würde, gab May bekannt, mit Unterstützung der nordirischen Democratic Unionist Party (DUP) weiterregieren zu wollen. Königin Elisabeth II. beauftragte sie mit der Regierungsbildung. Am 26. Juni 2017 unterzeichneten Unterhändler der beiden Parteien in London einen Koalitionsvertrag. Kritiker befürchteten, diese Unterstützung vonseiten der DUP könne zu einer Störung der Balance in Nordirland führen.

## Wahlmodus
Die Wahl fand in 650 Wahlkreisen statt. Der Kandidat mit der höchsten Wählerstimmenzahl in jedem Wahlkreis gewann (first-past-the-post); einen zweiten Wahlgang gab es nicht. Die Wahlkreisgrenzen sind seit 2010 unverändert. Eine insbesondere von den Konservativen propagierte Reduzierung der Abgeordnetenzahl und der Wahlkreise auf 600 wurde auf frühestens 2018 verschoben.
Die Wahllokale waren von 7 Uhr bis 22 Uhr Ortszeit geöffnet.

## Ausgangslage

Ausgangslage vor der Wahl:
innerer Kreis: Wählerstimmen
äußerer Kreis: Parlamentsmandate

Am 18. April 2017 gab Premierministerin Theresa May bekannt, eine Neuwahl des Unterhauses anzustreben. Sie äußerte zur Begründung, sie brauche eine Einigkeit des Unterhauses für die schwierigen Brexit-Verhandlungen. Gemäß dem Fixed-term Parliaments Act muss ein Antrag auf frühzeitige Neuwahl vom Parlament mit einer Zweidrittelmehrheit beschlossen werden. Am nächsten Tag stimmte das Parlament der Neuwahl mit 522 gegen 13 Stimmen zu. Die Abgeordneten der Conservative Party, Labour Party und Liberal Democrats stimmten für die Neuwahl; die Abgeordneten der Scottish National Party (SNP) enthielten sich.
Die Opposition begrüßte die Neuwahl. Der damalige Labour-Parteiführer Jeremy Corbyn erklärte, die Wahl biete die Chance, eine Regierung zu wählen, die die Bevölkerungsmehrheit vertrete. Der Vorsitzende der Liberal Democrats Tim Farron meinte, die Wahl biete eine Gelegenheit, die Richtung, in die das Land steuere, zu ändern. Die Erste Ministerin Schottlands und Vorsitzende der SNP Nicola Sturgeon erklärte, es gebe jetzt die Möglichkeit, den von der Premierministerin angestrebten „harten Brexit“ zu stoppen.
Politische Kommentatoren vermuteten einen wesentlichen Grund für die Terminierung der Neuwahl im damaligen Umfragehoch der Konservativen. Außerdem strebe die Premierministerin ein persönliches Mandat der Wähler an, indem sie sich direkt zur Wahl stelle.

## Meinungsumfragen

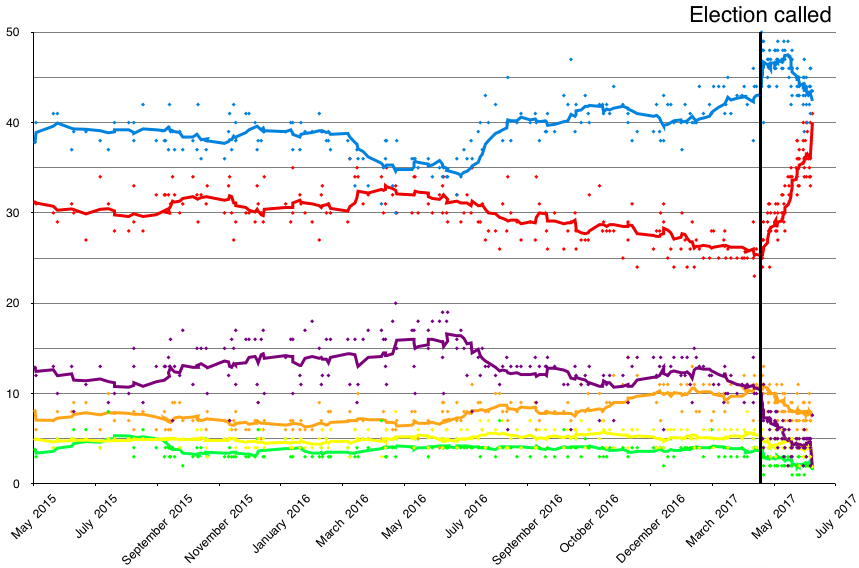
Meinungsumfragen zur Wahl

Zum Zeitpunkt der Wahlankündigung am 18. April 2017 befanden sich die Konservativen in einem Umfragehoch. In den Umfragen wurden ihnen im Mittel über 45 % der Wählerstimmen vorausgesagt, während Labour bei etwa 27 % lag. Zwischen beiden Parteien bestand also ein Abstand von fast 20 Prozentpunkten, so dass den Konservativen unter Theresa May von vielen Kommentatoren ein sicherer, möglicherweise sogar erdrutschartiger Wahlsieg vorausgesagt wurde. Der Vorsprung der Konservativen schien uneinholbar. Nach der Wahlankündigung zeigten die Umfragen jedoch einen kontinuierlichen deutlichen Anstieg der Werte für Labour, während die Werte für die Konservativen zuerst stabil blieben und dann nach kurzem Zwischenhoch stetig sanken. Am 1. Juni 2017 lag Labour über 35 % und die Konservativen unter 45 %, so dass sich der Abstand auf weniger als 10 Prozentpunkte verringert hatte.
Das britische Mehrheitswahlrecht erschwert genaue Wahlvorhersagen, da landesweite Durchschnittswerte für die Parteien nicht automatisch auf die Wahlkreisgewinne schließen lassen. Bei der letzten Unterhauswahl im Jahr 2015 lagen die Meinungsforschungsinstitute mit ihren Voraussagen in der großen Mehrheit deutlich neben dem tatsächlichen Endergebnis. Danach wurde Selbstkritik geübt und die Methoden zur Ermittlung der Umfrageergebnisse wurden zum Teil revidiert. YouGov prognostizierte am 6. Juni 2017 ein hung parliament, in dem die Konservativen mit 304 Sitzen (95-%-Konfidenzintervall: 265–342) zwar stärkste Partei, aber deutlich von der absoluten Mehrheit entfernt wären.

## Spitzenkandidaten

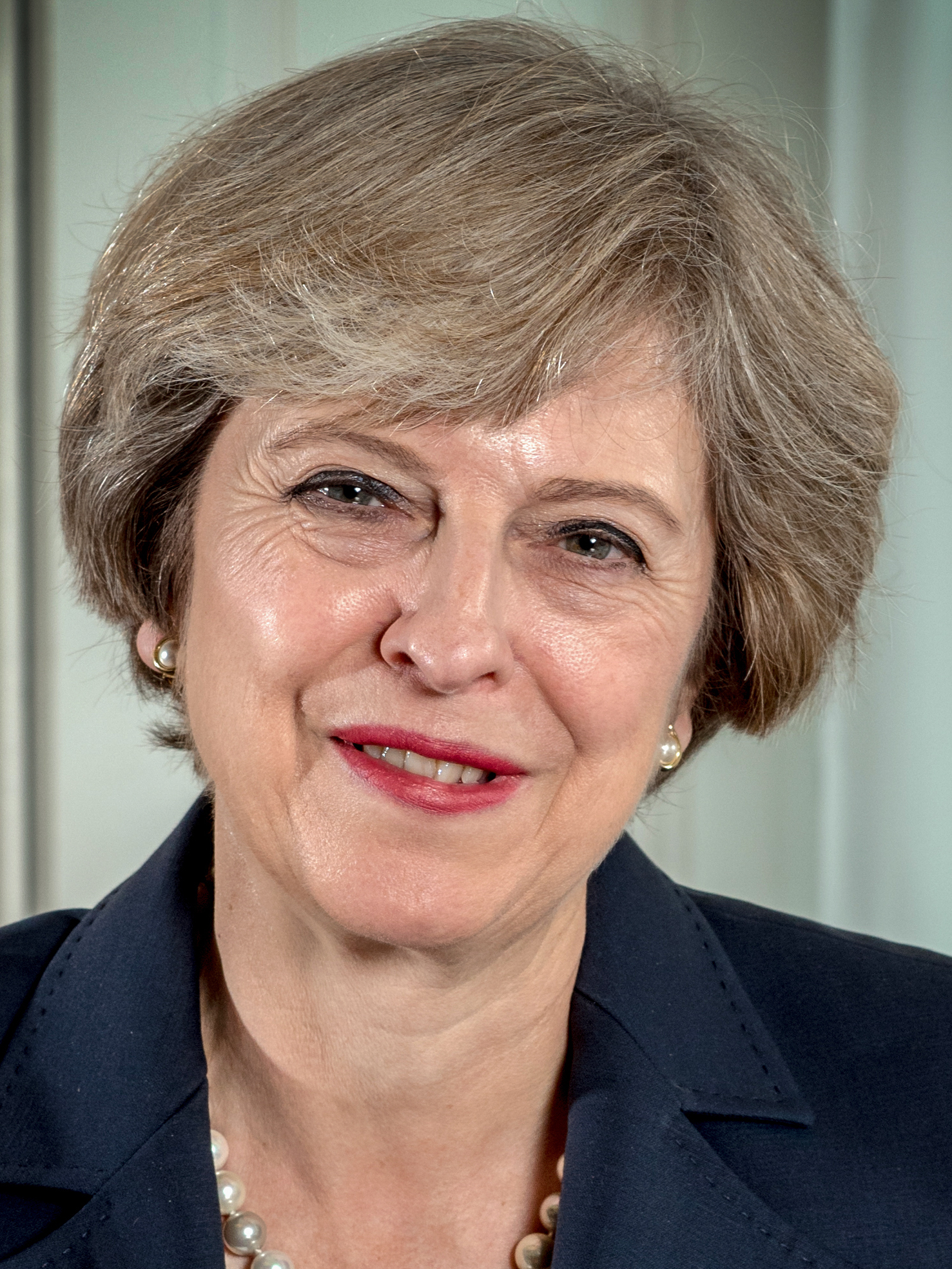
Premierministerin Theresa May (Conservatives)
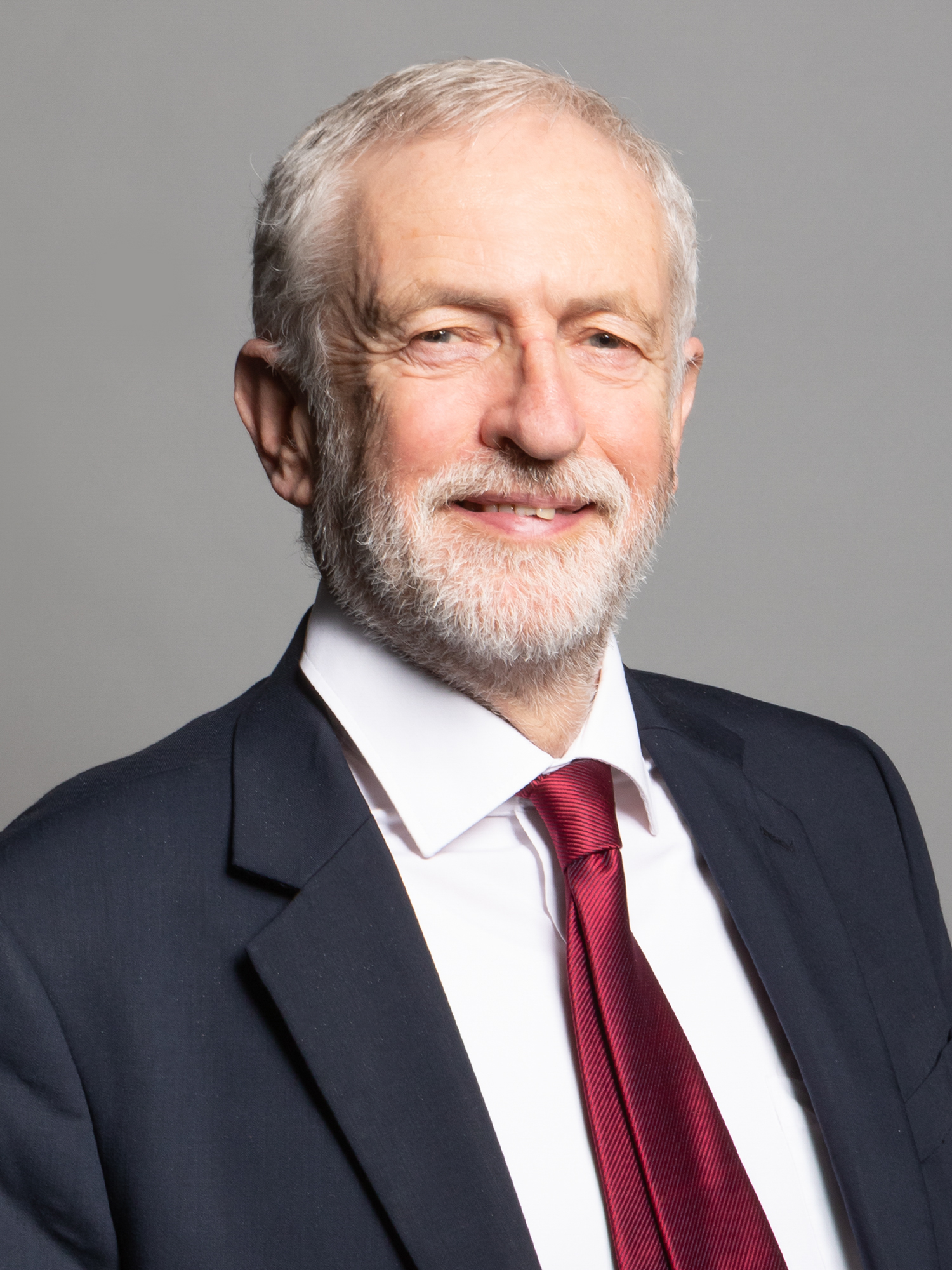
Oppositionsführer Jeremy Corbyn (Labour)
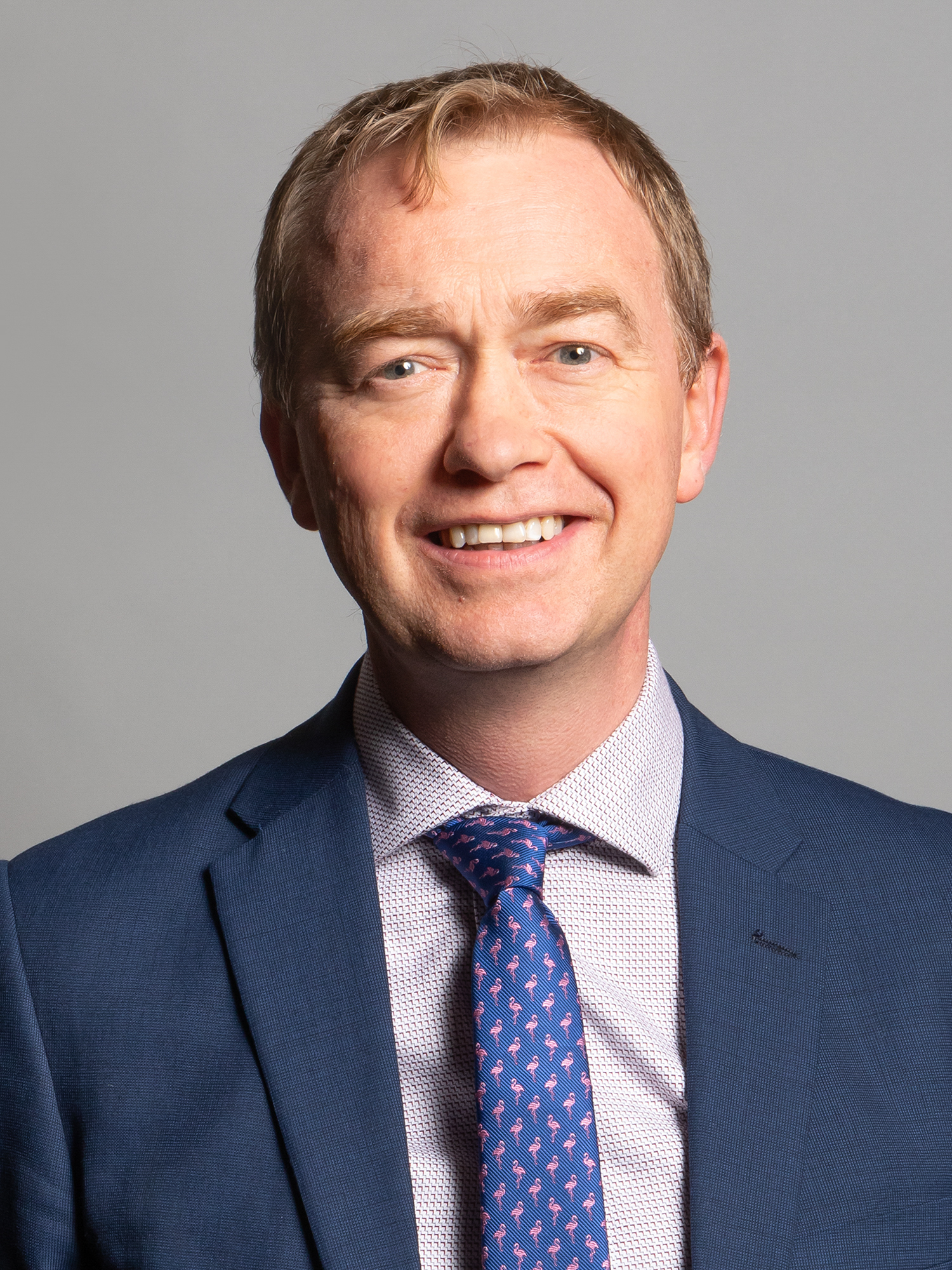
Member of Parliament Tim Farron (Liberal Democrats)
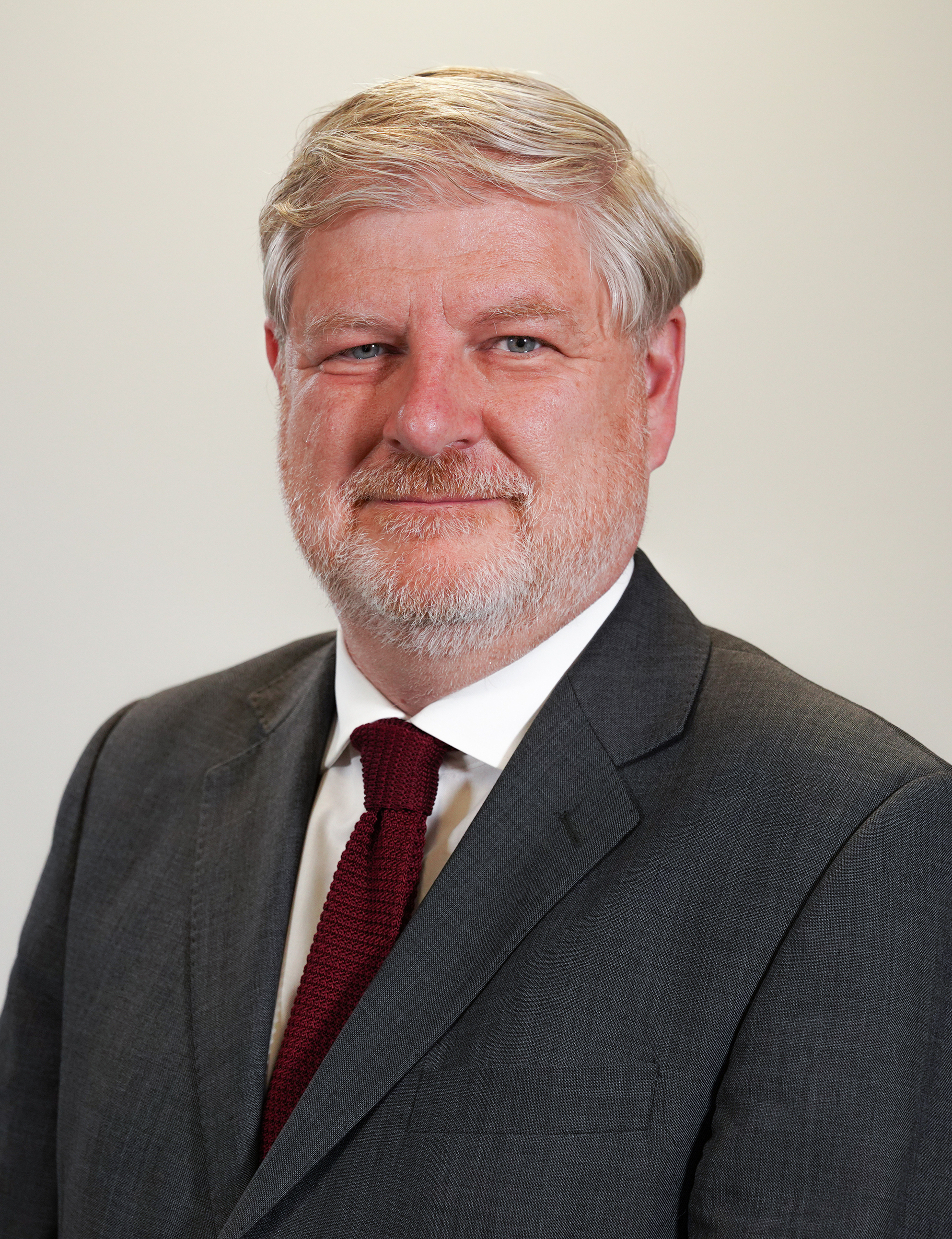
Member of Parliament Angus Robertson (SNP)
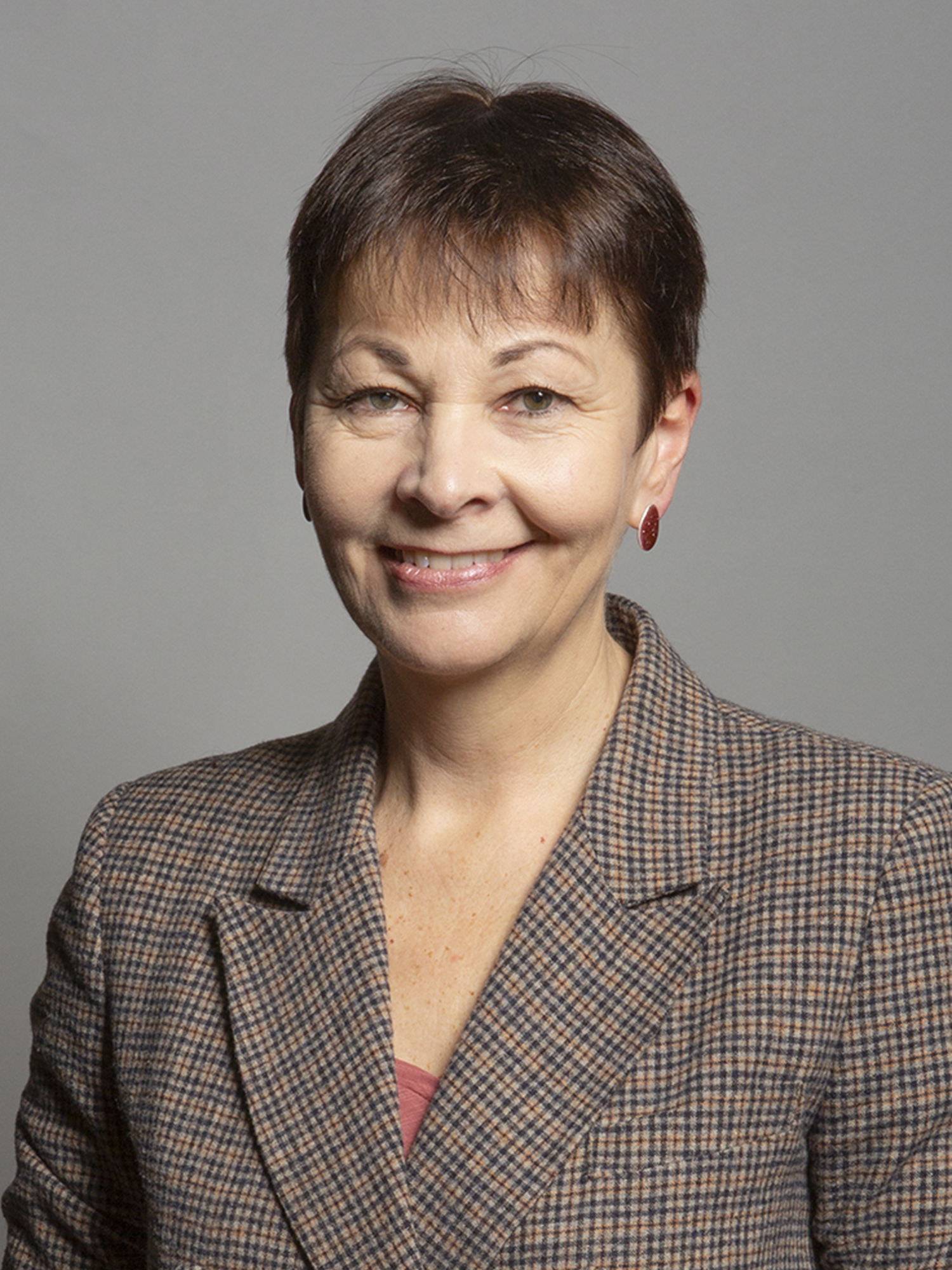
Member of Parliament Caroline Lucas (Green Party)
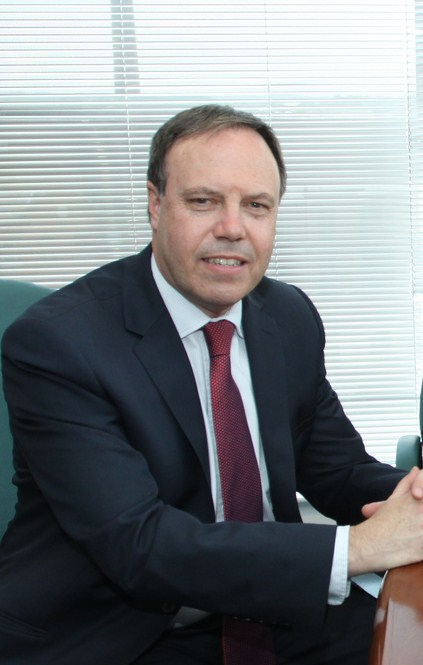
Member of Parliament Nigel Dodds (DUP)
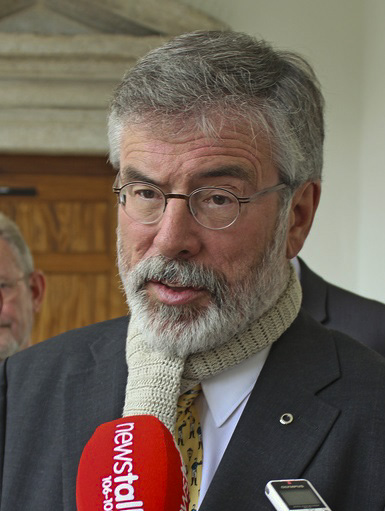
Member of Dáil Éireann Gerry Adams (Sinn Féin)
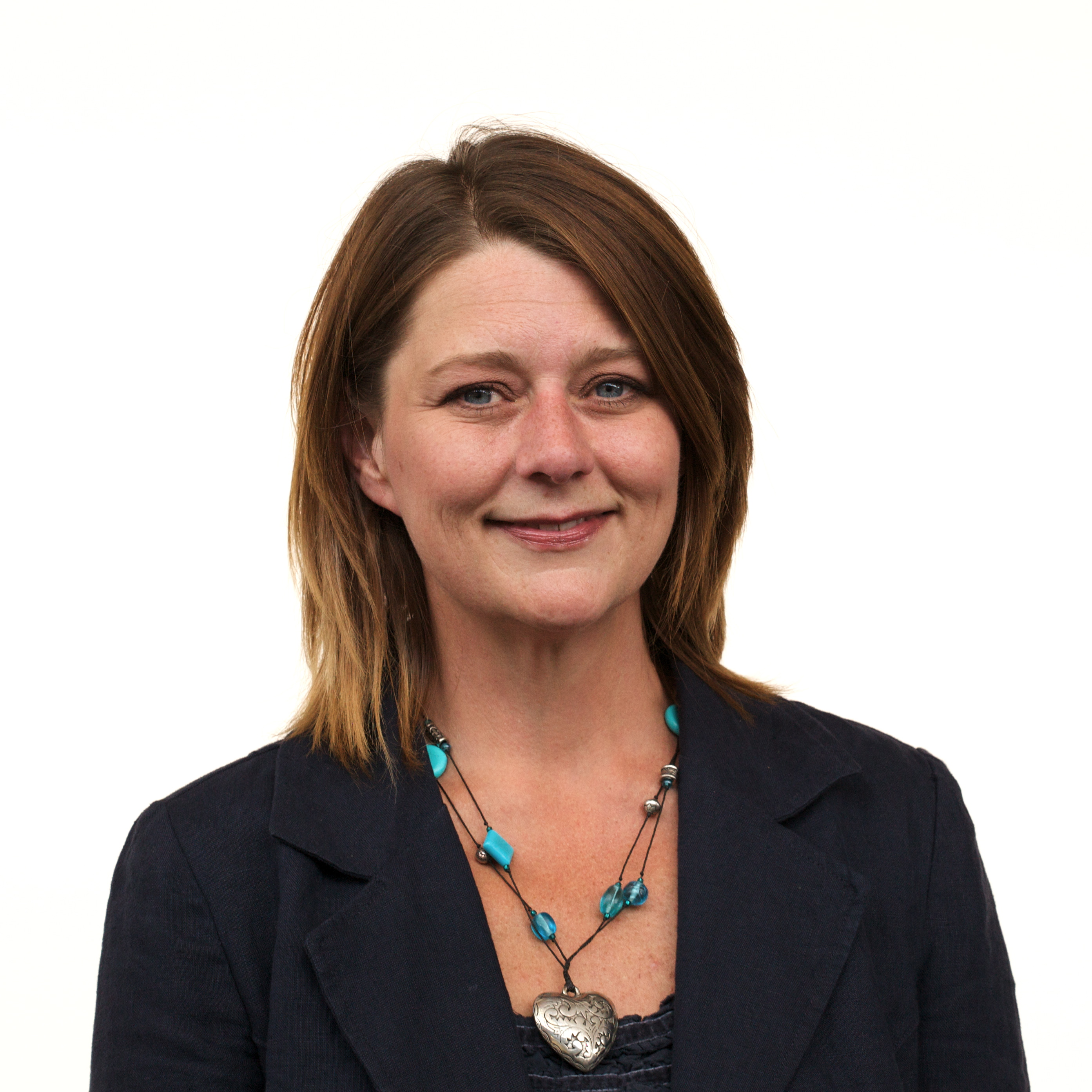
Member of Senedd Leanne Wood (Plaid Cymru)

## Politische Positionen der Parteien

### Conservative Party
Das Wahlprogramm der Conservative Party enthielt folgende Kernpunkte:
- Die Europäische Union soll reibungslos und geordnet verlassen werden.
- Das Budget des öffentlichen Gesundheitsdienst National Health Service (NHS) in England soll bis 2022/23 jährlich um 8 Milliarden Pfund erhöht werden.
- Die Schulen in England sollen bis 2022 zusätzliche 4 Milliarden Pfund erhalten.
- Die Netto-Einwanderung soll auf unter 100.000 jährlich reduziert werden.
- Bis 2025 soll ein ausgeglichener Haushalt angestrebt werden.
- An den bisherigen Plänen zur Senkung der Unternehmenssteuern und Erhöhung von Steuerfreibeträgen soll festgehalten werden.
- Die Mehrwertsteuer (20 % / 5 %) nicht erhöhen.
- Bis 2020 sollen eine Million neue Wohnungen gebaut werden und eine weitere halbe Million bis 2022. Auf staatlichem Bauland sollen 160.000 Häuser errichtet werden.
- In den kommenden 10 Jahren sollen 40 Milliarden Pfund in die Verkehrsinfrastruktur investiert werden. Der Flughafen Heathrow soll ausgebaut werden.

### Labour Party
Am 11. Mai 2017 gelangten Einzelheiten des in Ausarbeitung befindlichen Wahlmanifests der Labour Party an die Öffentlichkeit. Der 128-seitige Programmentwurf wurde schließlich am 1. Juni 2017 präsentiert; er wich in Einzelheiten von dem geleakten Programmentwurf ab.
- Das Wirtschaftswachstum soll durch ein massives öffentliches Konjunkturprogramm angekurbelt werden, durch das in den nächsten 10 Jahren 250 Milliarden Pfund vor allem in die Infrastruktur investiert werden sollen.
- Diese Investitionen sollen durch die Wiedereinführung der Vermögensteuer für Einkommen über 80.000 Pfund, die Erhöhung der Unternehmenssteuern auf 26 % und die Einführung einer Finanztransaktionssteuer finanziert werden.
- Die Eisenbahnen sollen wieder unter staatliche Regie kommen, sobald die privaten Konzessionsverträge auslaufen. Der Railways Act 1993, mit dem British Rail privatisiert wurde, soll zurückgenommen werden. Die Fahrkartenpreise sollen eingefroren werden und alle Eisenbahnen mit drahtlosem Internetzugang (WLAN) ausgestattet werden. Die Bahnen sollen behindertengerecht umgestaltet werden.
- Die britische Post Royal Mail soll so bald wie möglich von der derzeitigen privaten Eigentümerschaft in öffentlichen Besitz überführt werden.
- Im Bereich der Energieunternehmen soll mindestens ein staatlich geführtes großes Unternehmen entstehen. Die Netzinfrastruktur soll in staatlicher Hand bleiben bzw. dahin überführt werden. Auch die Wasserversorgung soll wieder in staatliche Hand überführt werden.[21] Der Ausbau erneuerbarer Energien soll massiv vorangetrieben werden, so dass bis 2030 65 % der Elektrizität aus erneuerbaren Quellen stammt. Um dieses Ziel zu erreichen, sprach Labour sich für eine Beibehaltung der Kernenergie aus.
- Der unter der Regierung Cameron erlassene Health and Social Care Act 2012, der den öffentlichen Gesundheitsdienst National Health Service (NHS) umstrukturierte, soll widerrufen werden. Die „Privatisierung des Gesundheitswesens“ wird abgelehnt. Das Budget des NHS in England soll in den nächsten fünf Jahren um 30 Milliarden Pfund erhöht werden.
- Es sollen jährlich mindestens 100.000 öffentliche Wohnungen gebaut und die Mietpreise sollen stärker reguliert werden.
- Labour unterstützt die milliardenteure Erneuerung des Trident-Nuklear-U-Boot-Systems. Das NATO-Ziel, zwei Prozent des Bruttoinlandsproduktes für Rüstung auszugeben, wird unterstützt. Labour spricht sich aber für Abrüstungsbemühungen aus.
- Zur Einwanderung in das Vereinigte Königreich spricht sich Labour für eine „vernünftige Regulierung“ des Migrationsstromes aus, möchte aber diesbezügliche „falsche Versprechungen“ vermeiden.
- Das „Brexit“-Votum der britischen Wähler soll respektiert werden. Die EU-Bestimmungen zum Arbeitnehmerschutz, Umweltschutz und zu Verbraucherrechten sollen erhalten bleiben. Die Brexit-Verhandlungen mit der EU sollen darauf abzielen, möglichst weitgehend den Zugang zum EU-Binnenmarkt zu erhalten. Bei den Verhandlungen soll auch dem Parlament eine größere Rolle eingeräumt werden. Die Rechte der EU-Staatsbürger im Vereinigten Königreich sollen geschützt werden.
- Die Rolle der Gewerkschaften bei der Arbeitnehmervertretung soll gestärkt werden.
- Studiengebühren sollen abgeschafft und mehr Geld in die Bildung investiert werden.

### Liberal Democrats
Am 17. Mai 2017 veröffentlichten die Liberal Democrats (LD) ihr Wahlmanifest. Als Hauptwahlthema will sich die LD für eine Volksabstimmung über das Endergebnis der künftigen EU-Austrittsverhandlungen einsetzen, in der britische Wähler auch die Möglichkeit haben sollen, für den Verbleib des Landes in der EU zu stimmen.
Außerdem spricht sich die LD für höhere Investitionen in den NHS und in das Bildungssystem aus. Der öffentliche Nahverkehr soll ausgebaut werden. Der Bau energiesparender Wohnungen soll gefördert und Dieselfahrzeuge bis 2025 verboten werden. Die Energiegewinnung sollte bis zum Jahr 2030 zu 60 % aus erneuerbaren Energien erfolgen. Das Ziel, zwei Prozent des Bruttosozialproduktes für das Militär auszugeben, wird befürwortet. Das politische System soll durch die Einführung des Verhältnis- statt des geltenden Mehrheitswahlrechts, die Senkung des Wahlalters auf 16 Jahre sowie die Stärkung lokaler Entscheidungsinstanzen demokratischer gestaltet werden. Die LD forderte außerdem die Entkriminalisierung des persönlichen Cannabis-Konsums.

### Scottish National Party
Das Wahlmanifest der Scottish National Party (SNP) enthält folgende Kernpunkte:
- Die Austeritätspolitik soll beendet werden. In der nächsten Legislaturperiode sollen 120 Milliarden Pfund für nationale öffentliche Ausgaben freigemacht werden.
- Am Ende des Brexit-Prozesses soll in Schottland ein zweites Referendum über die Unabhängigkeit Schottlands abgehalten werden.
- Schottland soll im EU-Binnenmarkt verbleiben.
- Der Mindestlohn soll bis 2021/22 auf mehr als 10 Pfund pro Stunde steigen.
- Die Ausgaben des NHS in England sollen auf das schottische Level anwachsen.
- Ein überparteilicher Konsens, um das Trident-Nuklear-U-Boot-System abzuschaffen, wird angestrebt.

### UK Independence Party
Die UK Independence Party (UKIP) nannte in ihrem Wahlmanifest folgende Hauptziele:
- Abschluss des Brexit-Prozesses bis 2019, ohne Geldzuweisungen an die EU zu tätigen.
- Die Einwanderung soll netto innerhalb von fünf Jahren auf 0 reduziert werden.
- Ausländer ohne oder mit einer schlechten Qualifikation sollen ab dem Zeitpunkt des endgültigen Brexits von der Möglichkeit der Einwanderung ausgeschlossen werden.
- Die Ausgaben für die Entwicklungshilfe sollen gestrichen werden und in dem NHS zugutekommen.
- Verschleierungsverbot.
- Scharia-Gerichte sollen verboten werden.
- Das House of Lords (Oberhaus) soll abgeschafft werden.
- England soll ein separates Regionalparlament bekommen (so wie Schottland eines hat).

## Wahlempfehlungen

### Nationale Tageszeitungen
| Zeitung             | Wahlempfehlung | Wahlempfehlung     | Anmerkung | Link |
| ------------------- | -------------- | ------------------ | --- | ---- |
| Daily Express       |                | Conservative Party | Der Express hatte bei der letzten Parlamentswahl als einzige Tageszeitung für eine Wahl von UKIP aufgerufen. |      |
| Daily Mirror        |                | Labour Party       | |      |
| Financial Times     |                | Conservative Party | |      |
| i                   |                | Keine              | |      |
| Morning Star        |                | Labour Party       | |      |
| The Daily Telegraph |                | Conservative Party | |      |
| The Guardian        |                | Labour Party       | Als Hauptziel formuliert der Guardian, eine absolute Mehrheit der Konservativen zu verhindern. Deshalb ruft er, neben der generellen Wahl von Labour, in einigen Wahlkreisen zur taktischen Wahl der Liberaldemokraten und Grünen auf. Für Schottland empfiehlt das Blatt die SNP in jenen Wahlkreisen zu wählen, in denen sie die größten Rivalen der Tories sind. |      |
| The Independent     |                | Keine              | Die Online-Tageszeitung empfiehlt den Wählern ihren Überzeugungen entsprechend abzustimmen; auch wenn wenig Chancen bestehen, dass der favorisierte Kandidat ins Parlament einziehen könne. Dabei hoffe sie auf einen Wahlausgang, der für die „progressive, liberale politische Mitte“ ermutigend sei. In Nordirland, Schottland und Wales unterstützt der Independent unionistische Kandidaten. Ferner spricht es sich ausdrücklich für den Brexit-Schattenminister Keir Starmer (Labour) aus, die zukünftigen Verhandlungen über den EU-Austritt des Vereinigten Königreichs zu führen. |      |
| The Sun             |                | Conservative Party | |      |
| The Times           |                | Conservative Party | |      |

### Sonntagszeitungen
| Zeitung              | Wahlempfehlung | Wahlempfehlung     | Anmerkung | Link |
| -------------------- | -------------- | ------------------ | --- | ---- |
| The Mail on Sunday   |                | Conservative Party | |      |
| The Observer         |                | Keine              | Der Observer ist von keinem der Spitzenkandidaten überzeugt, das Land zu führen. Die Zeitung appelliert jedoch, lokale Kandidaten zu wählen, die für „eine progressive Zukunft in Europa und Daheim“ sowie gegen Mays Politik der Austerität und des harten Brexit einstehen. Deshalb spricht sich das Blatt entschieden gegen die Wahl der Konservativen aus. |      |
| Sunday Express       |                | Conservative Party | Der Sunday Express hatte bei der letzten Parlamentswahl als einzige Sonntagszeitung für eine Wahl von UKIP aufgerufen. |      |
| Sunday Mirror        |                | Labour Party       | |      |
| The Sunday Telegraph |                | Conservative Party | |      |
| The Sunday Times     |                | Conservative Party | |      |
| The Sun on Sunday    |                | Conservative Party | |      |

### Wochenzeitungen
| Zeitung          | Wahlempfehlung | Wahlempfehlung | Anmerkung | Link |
| ---------------- | -------------- | -------------- | --- | ---- |
| The New European |                | Keine          | Empfiehlt, taktisch gegen die Konservativen und UKIP zu wählen und Kandidaten zu unterstützen, die ein zweites EU-Referendum befürworten. |      |
| The Socialist    |                | Labour Party   | The Socialist ist das Parteiorgan der trotzkistischen Socialist Party.                                                                    |      |
| Socialist Worker |                | Labour Party   | |      |
| The New Worker   |                | Labour Party   | The New Worker ist das Parteiorgan der New Communist Party of Britain.                                                                    |      |
| Weekly Worker    |                | Labour Party   | |      |

### Magazine
| Magazin       | Wahlempfehlung | Wahlempfehlung     | Anmerkung | Link |
| ------------- | -------------- | ------------------ | --- | ---- |
| New Statesman |                | Labour Party       | |      |
| The Economist |                | Liberal Democrats  | Erstmals in seiner Geschichte empfiehlt der Economist die Wahl einer kleinen Partei. Für die Zukunft erhofft sich das Magazin die Bildung einer neuen liberalen Partei aus gemäßigten Konservativen und Sozialdemokraten nach dem Vorbild von Emmanuel Macrons LREM in Frankreich. |      |
| The Spectator |                | Conservative Party | |      |
| Tribune       |                | Labour Party       | |      |

### Regional- und Lokalzeitungen
| Zeitung          | Wahlempfehlung | Wahlempfehlung          | Region                          | Link |
| ---------------- | -------------- | ----------------------- | ------------------------------- | ---- |
| Daily Record     |                | Labour Party            | Schottland (Glasgow)            |      |
| Evening Standard |                | Conservative Party      | Greater London                  |      |
| Express & Star   |                | Conservative Party      | West Midlands und Staffordshire |      |
| The Herald       |                | Keine                   | Schottland (Glasgow)            |      |
| The National     |                | Scottish National Party | Schottland (Glasgow)            |      |
| The Scotsman     |                | Keine                   | Schottland (Edinburgh)          |      |

### Andere Veröffentlichungen
| Magazin             | Wahlempfehlung | Wahlempfehlung | Anmerkung                            | Link |
| ------------------- | -------------- | -------------- | ------------------------------------ | ---- |
| Kerrang!            |                | Labour Party   | Das Musikmagazin unterstützt Corbyn. |      |
| DIY                 |                | Labour Party   | Musikmagazin                         |      |
| New Musical Express |                | Labour Party   | Musikzeitung                         |      |

## Ergebnisse
Das Endergebnis der Wahl stand erst am Abend des 9. Juni fest, weil der Wahlkreis Kensington wegen knapper Mehrheitsverhältnisse dreimal ausgezählt werden musste. Die Labour-Kandidatin gewann dort mit nur 20 Stimmen (0,05 % der Gesamtstimmzahl) Vorsprung vor ihrer konservativen Konkurrentin.

### Landesweites Ergebnis
Insgesamt waren 46.843.896 Personen wahlberechtigt. Die Wahlbeteiligung betrug 68,7 % und lag damit etwas über dem Wert der letzten Wahl (66,1 %).

Ergebnisse nach Wahlkreisen. Die Farben entsprechen der nebenstehenden Tabelle.

| Partei | Partei                             | Sitze | Sitze | Sitze | Stimmen    | Stimmen | Stimmen |
| Partei | Partei                             | Zahl  | in %  | +/-   | Zahl       | in %    | +/- %   |
| ------ | ---------------------------------- | ----- | ----- | ----- | ---------- | ------- | ------- |
|        | Conservative Party                 | 318   | 48,9  | ▼13   | 13.667.213 | 42,4    | ▲5,5    |
|        | Labour Party                       | 262   | 40,3  | ▲30   | 12.874.985 | 40,0    | ▲9,5    |
|        | Scottish National Party            | 35    | 5,4   | ▼21   | 977.569    | 3,0     | ▼1,7    |
|        | Liberal Democrats                  | 12    | 1,8   | ▲4    | 2.371.772  | 7,4     | ▼0,5    |
|        | Democratic Unionist Party          | 10    | 1,5   | ▲2    | 292.316    | 0,9     | ▲0,3    |
|        | Sinn Féin                          | 7     | 1,1   | ▲3    | 238.915    | 0,7     | ▲0,2    |
|        | Plaid Cymru                        | 4     | 0,6   | ▲1    | 164.466    | 0,5     | ▼0,1    |
|        | Green Party1                       | 1     | 0,2   | 0     | 525.371    | 1,6     | ▼2,1    |
|        | Unabhängige (Unionist)             | 1     | 0,2   | 0     | 16.148     | 0,1     | 0,0     |
|        | UKIP                               | 0     | 0,0   | ▼1    | 593.852    | 1,8     | ▼10,8   |
|        | Social Democratic and Labour Party | 0     | 0,0   | ▼3    | 95.419     | 0,3     | 0,0     |
|        | Ulster Unionist Party              | 0     | 0,0   | ▼2    | 83.280     | 0,3     | ▼0,1    |
|        | Alliance Party of Northern Ireland | 0     | 0,0   | 0     | 64.553     | 0,2     | 0,0     |
|        | The Yorkshire Party                | 0     | 0,0   | 0     | 20.958     | 0,1     | 0,0     |
|        | National Health Action             | 0     | 0,0   | 0     | 16.119     | 0,1     | 0,0     |
|        | Christian Peoples Alliance         | 0     | 0,0   | 0     | 5.869      | 0,0     | 0,0     |
|        | People Before Profit Alliance      | 0     | 0,0   | 0     | 5.509      | 0,0     | 0,0     |
|        | British National Party             | 0     | 0,0   | 0     | 4.642      | 0,0     | 0,0     |
|        | Monster Raving Loony Party         | 0     | 0,0   | 0     | 3.890      | 0,0     | 0,0     |
|        | Women’s Equality Party             | 0     | 0,0   | 0     | 3.580      | 0,0     | 0,0     |
|        | Traditional Unionist Voice         | 0     | 0,0   | 0     | 3.282      | 0,0     | ▼0,1    |
|        | Pirate Party                       | 0     | 0,0   | 0     | 2.321      | 0,0     | 0,0     |
|        | English Democrats                  | 0     | 0,0   | 0     | 1.913      | 0,0     | 0,0     |
|        | Scottish Christian Party           | 0     | 0,0   | 0     | 1.720      | 0,0     | 0,0     |
|        | Workers Revolutionary Party        | 0     | 0,0   | 0     | 771        | 0,0     | 0,0     |
|        | Workers’ Party of Ireland          | 0     | 0,0   | 0     | 708        | 0,0     | 0,0     |
|        | Social Democratic Party            | 0     | 0,0   | 0     | 469        | 0,0     | 0,0     |
|        | Andere                             | 0     | 0,0   | 0     | 159.308    | 0,5     | ▲0,2    |
| Gesamt | Gesamt                             | 650   | 100   |       | 32.196.918 | 100     |         |

1 Hier sind Green Party of England and Wales, Scottish Green Party und Green Party in Northern Ireland zusammengezählt.

### England
533 der insgesamt 650 Wahlkreise lagen in England. Hier waren 39.316.335 Personen wahlberechtigt, von denen sich 69,1 % an der Wahl beteiligten. In England gewann Labour 21 Wahlkreise hinzu, während die Konservativen 22 verloren. Nick Clegg, der ehemalige Vorsitzende der Liberal Democrats, unterlag im Wahlkreis Sheffield Hallam dem Labour-Gegenkandidaten Jared O Mara. Mit Vince Cable zog über den Wahlkreis Twickenham jedoch wieder ein prominenter Liberaldemokrat ins Unterhaus ein, nachdem dieser 2015 seinen Sitz verloren hatte. In der Bilanz gewannen die Liberal Democrats zwei Mandate hinzu. Caroline Lucas, die einzige grüne Abgeordnete im Unterhaus, konnte erneut ihren Wahlkreis Brighton Pavilion gewinnen und erhielt dort ein Rekord-Stimmenergebnis von 52,3 Prozent. Landesweit betrachtet nahm der Stimmenanteil der Green Party jedoch von 4,2 auf 1,9 % deutlich ab. Die UK Independence Party verlor mehr als vier Fünftel ihrer bisherigen Wählerstimmen, kam nur noch auf 2,1 % (zuvor 12,1 %) und gewann keinen Wahlkreis. Im Wahlkreis Clacton, den Douglas Carswell 2015 als UKIP-Kandidat mit 44,4 % Wählerstimmen gewonnen hatte (2017 war er aus der Partei ausgetreten), kam der neue UKIP-Kandidat nur noch auf 7,6 %.

Wahlergebnisse in England

| Partei | Partei                           | Sitze | Sitze | Sitze | Stimmen    | Stimmen | Stimmen |
| Partei | Partei                           | Zahl  | in %  | +/-   | Zahl       | in %    | +/- %   |
| ------ | -------------------------------- | ----- | ----- | ----- | ---------- | ------- | ------- |
|        | Conservative Party               | 297   | 55,7  | ▼22   | 12.376.530 | 45,6    | ▲4,6    |
|        | Labour Party                     | 227   | 42,6  | ▲21   | 11.386.624 | 41,9    | ▲10,3   |
|        | Liberal Democrats                | 8     | 1,5   | ▲2    | 2.121.672  | 7,8     | ▼0,4    |
|        | Green Party of England and Wales | 1     | 0,2   | 0     | 506.905    | 1,9     | ▼2,3    |
|        | UKIP                             | 0     | 0,0   | ▼1    | 557.174    | 2,1     | ▼12,1   |
|        | The Yorkshire Party              | 0     | 0,0   | 0     | 20.958     | 0,1     | ▲0,1    |
|        | National Health Action           | 0     | 0,0   | 0     | 16.119     | 0,1     | 0,0     |
|        | Christian Peoples Alliance       | 0     | 0,0   | 0     | 5.869      | 0,0     | 0,0     |
|        | British National Party           | 0     | 0,0   | 0     | 4.642      | 0,0     | 0,0     |
|        | Monster Raving Loony Party       | 0     | 0,0   | 0     | 3.733      | 0,0     | 0,0     |
|        | Women’s Equality Party           | 0     | 0,0   | 0     | 3.066      | 0,0     | 0,0     |
|        | English Democrats                | 0     | 0,0   | 0     | 1.913      | 0,0     | 0,0     |
|        | Pirate Party                     | 0     | 0,0   | 0     | 1.875      | 0,0     | 0,0     |
|        | Workers Revolutionary Party      | 0     | 0,0   | 0     | 771        | 0,0     | 0,0     |
|        | Social Democratic Party          | 0     | 0,0   | 0     | 321        | 0,0     | 0,0     |
|        | Andere                           | 0     | 0,0   | 0     | 151.054    | 0,6     | ▲0,4    |
| Gesamt | Gesamt                           | 533   | 100   |       | 27.159.226 | 100     |         |

### Schottland
Bei der letzten Wahl 2015 hatte die Scottish National Party (SNP) 56 der 59 Wahlkreise (94,9 %) gewonnen. Dieses Ergebnis konnte sie diesmal nicht wiederholen. Mit dem Gewinn von 35 Wahlkreisen (59,3 %) wurde sie zwar erneut stärkste Partei in Schottland, büßte aber mehr als ein Drittel ihrer bisherigen Mandate ein. Der ehemalige Erste Minister und SNP-Parteivorsitzende Alex Salmond verlor seinen Wahlkreis Gordon an seinen konservativen Gegenkandidaten Colin Clark und der SNP-Fraktionsvorsitzende in Westminster Angus Robertson unterlag in seinem Wahlkreis Moray gegen den konservativen Bewerber Douglas Ross. Die anderen großen Parteien konnten in Schottland wieder Boden gut machen. Am deutlichsten waren die Gewinne der Konservativen (+12 Wahlkreise), aber auch Labour (+6 Wahlkreise) und die Liberal Democrats (+3 Wahlkreise) gewannen hinzu. Als hauptursächlich für die großen SNP-Verluste wurde das von der Ersten Ministerin Nicola Sturgeon geplante zweite Unabhängigkeitsreferendum in Schottland, das selbst unter SNP-Wählern nicht sonderlich populär ist, gesehen.
Von den 3.988.490 Wahlberechtigten beteiligten sich 66,4 % an der Abstimmung.

Wahlkreisergebnisse in Schottland

| Partei | Partei                                   | Sitze | Sitze | Sitze | Stimmen   | Stimmen | Stimmen |
| Partei | Partei                                   | Zahl  | in %  | +/-   | Zahl      | in %    | +/- %   |
| ------ | ---------------------------------------- | ----- | ----- | ----- | --------- | ------- | ------- |
|        | Scottish National Party                  | 35    | 59,3  | ▼21   | 977.569   | 36,9    | ▼13,1   |
|        | Conservative Party                       | 13    | 22,0  | ▲12   | 757.949   | 28,6    | ▲13,7   |
|        | Labour Party                             | 7     | 11,9  | ▲6    | 717.007   | 27,1    | ▲2,8    |
|        | Liberal Democrats                        | 4     | 6,8   | ▲3    | 179.061   | 6,8     | ▼0,8    |
|        | Scottish Green Party                     | 0     | 0,0   | 0     | 5.886     | 0,2     | ▼1,1    |
|        | UKIP                                     | 0     | 0,0   | 0     | 5.302     | 0,2     | ▼1,4    |
|        | Scottish Christian Party                 | 0     | 0,0   | 0     | 1.720     | 0,1     | ▬       |
|        | Women’s Equality Party                   | 0     | 0,0   | 0     | 337       | 0,0     | 0,0     |
|        | Independent Sovereign Democratic Britain | 0     | 0,0   | 0     | 224       | 0,0     | 0,0     |
|        | Something New                            | 0     | 0,0   | 0     | 177       | 0,0     | 0,0     |
|        | Social Democratic Party                  | 0     | 0,0   | 0     | 148       | 0,0     | 0,0     |
|        | Scotland’s Independence Referendum Party | 0     | 0,0   | 0     | 132       | 0,0     | 0,0     |
|        | Unabhängige                              | 0     | 0,0   | 0     | 4.183     | 0,2     | ▲0,1    |
| Gesamt | Gesamt                                   | 59    | 100   |       | 2.649.695 | 100     |         |

### Wales
In Wales blieb mit dem Gewinn von 28 der 40 Wahlkreise weiter die Labour Party die dominierende Partei, die drei Wahlkreismandate von den Konservativen gewinnen konnte. Die walisische Regionalpartei Plaid Cymru gewann zu ihren bisherigen drei Wahlkreisen in einem sehr knappen Rennen (11.623 gegen 11.519 Stimmen) den Wahlkreis Ceredigion von den Liberaldemokraten hinzu, die damit ihren letzten walisischen Wahlkreis verloren.
Von den 2.296.373 Wahlberechtigten beteiligten sich 68,8 % an der Wahl.

Wahlkreisergebnisse in Wales

| Partei | Partei                           | Sitze | Sitze | Sitze | Stimmen   | Stimmen | Stimmen |
| Partei | Partei                           | Zahl  | in %  | +/-   | Zahl      | in %    | +/- %   |
| ------ | -------------------------------- | ----- | ----- | ----- | --------- | ------- | ------- |
|        | Labour Party                     | 28    | 70,0  | ▲3    | 771.354   | 48,9    | ▲12,1   |
|        | Conservative Party               | 8     | 20,0  | ▼3    | 528.839   | 33,6    | ▲6,3    |
|        | Plaid Cymru                      | 4     | 10,0  | ▲1    | 164.466   | 10,4    | ▼1,7    |
|        | Liberal Democrats                | 0     | 0,0   | ▼1    | 71.039    | 4,5     | ▼2,0    |
|        | UKIP                             | 0     | 0,0   | 0     | 31.376    | 2,0     | ▼11,6   |
|        | Green Party of England and Wales | 0     | 0,0   | 0     | 5.128     | 0,3     | ▼2,2    |
|        | Pirate Party                     | 0     | 0,0   | 0     | 446       | 0,0     | 0,0     |
|        | Women’s Equality Party           | 0     | 0,0   | 0     | 177       | 0,0     | 0,0     |
|        | Monster Raving Loony Party       | 0     | 0,0   | 0     | 157       | 0,0     | 0,0     |
|        | Socialist Party of Great Britain | 0     | 0,0   | 0     | 92        | 0,0     | 0,0     |
|        | The New Society of Worth         | 0     | 0,0   | 0     | 31        | 0,0     | 0,0     |
|        | Unabhängige                      | 0     | 0,0   | 0     | 2.709     | 0,2     | ▼0,1    |
| Gesamt | Gesamt                           | 40    | 100   |       | 1.575.814 | 100     |         |

### Nordirland
In Nordirland kam es zu größeren Verschiebungen. Während bei der letzten Wahl 2015 noch vier Parteien ins Unterhaus gelangten, waren es diesmal nur noch zwei, die Democratic Unionist Party (DUP) und Sinn Féin. Die DUP gewann 10 und Sinn Féin 7 Wahlkreise der insgesamt 18 Wahlkreise Nordirlands. Beide Parteien erzielten damit ihr historisch bestes Wahlergebnis. Die beiden gemäßigteren unionistischen bzw. republikanischen Parteien UUP bzw. SDLP verloren alle ihre bisherigen Wahlkreismandate. Die unabhängige Kandidatin Sylvia Hermon (ehemals UUP) konnte ihren Wahlkreis North Down behaupten. Die Sinn Féin-Abgeordneten nehmen jedoch traditionell ihre Parlamentssitze in Westminster nicht ein, da sie sich weigern, den Treueeid auf die britische Krone zu leisten.
Die Zahl der Stimmberechtigten in Nordirland betrug 1.242.698 und die Wahlbeteiligung lag bei 65,4 %.

Wahlkreisergebnisse in Nordirland

| Partei | Partei                                       | Sitze | Sitze | Sitze | Stimmen | Stimmen | Stimmen |
| Partei | Partei                                       | Zahl  | in %  | +/-   | Zahl    | in %    | +/- %   |
| ------ | -------------------------------------------- | ----- | ----- | ----- | ------- | ------- | ------- |
|        | Democratic Unionist Party                    | 10    | 55,6  | ▲2    | 292.316 | 36,0    | ▲10,3   |
|        | Sinn Féin                                    | 7     | 38,9  | ▲3    | 238.915 | 29,4    | ▲4,9    |
|        | Social Democratic and Labour Party           | 0     | 0,0   | ▼3    | 95.419  | 11,7    | ▼2,2    |
|        | Ulster Unionist Party                        | 0     | 0,0   | ▼2    | 83.280  | 10,3    | ▼5,8    |
|        | Alliance Party of Northern Ireland           | 0     | 0,0   | 0     | 64.553  | 7,9     | ▼0,6    |
|        | Unabhängige (Unionist)                       | 1     | 5,6   | 0     | 16.148  | 2,0     | ▼0,5    |
|        | Green Party in Northern Ireland              | 0     | 0,0   | 0     | 7.452   | 0,9     | ▼0,1    |
|        | People Before Profit Alliance                | 0     | 0,0   | 0     | 5.509   | 0,7     | ▼0,2    |
|        | Conservative Party                           | 0     | 0,0   | 0     | 3.895   | 0,5     | ▼0,8    |
|        | Traditional Unionist Voice                   | 0     | 0,0   | 0     | 3.282   | 0,4     | ▼1,9    |
|        | Workers’ Party of Ireland                    | 0     | 0,0   | 0     | 708     | 0,1     | ▼0,3    |
|        | Citizens Independent Social Thought Alliance | 0     | 0,0   | 0     | 393     | <0,1    | ▼0,2    |
|        | Andere                                       | 0     | 0,0   | 0     | 313     | <0,1    | ▼1,0    |
| Gesamt | Gesamt                                       | 18    | 100   |       | 812.183 | 100     |         |

## Nachwahlen
| Wahlkreis                                                        | Datum      | Ausgeschiedene  | Ausgeschiedene | Nachgerückte     | Nachgerückte |
| Wahlkreis                                                        | Datum      | Name            | Partei         | Name             | Partei       |
| ---------------------------------------------------------------- | ---------- | --------------- | -------------- | ---------------- | ------------ |
| West Tyrone                                                      | 03.05.2018 | Barry McElduff  | Sinn Féin      | Órfhlaith Begley | Sinn Féin    |
| Lewisham East                                                    | 14.06.2018 | Heidi Alexander | Labour         | Janet Daby       | Labour       |
| Newport West                                                     | 04.04.2019 | Paul Flynn      | Labour         | Ruth Jones       | Labour       |
| Peterborough                                                     | 06.06.2019 | Fiona Onasanya  | unabh.         | Lisa Forbes      | Labour       |
| Brecon and Radnorshire                                           | 01.08.2019 | Chris Davies    | Cons           | Jane Dodds       | LD           |
|                                                                  |            |                 |                |                  |              |
| Quelle: House of Commons Library, By-elections results 2017–2019 |            |                 |                |                  |              |

## Nach der Wahl
| In Betracht gezogene Koalitionen oder Tolerierungsbündnisse | Sitze |
| ----------------------------------------------------------- | ----- |
| Sitze gesamt                                                | 650   |
| Absolute Mehrheit (ab 326 Sitzen)                           |       |
| Con, LibDems                                                | 329   |
| Con, DUP                                                    | 327   |
| Keine Mehrheit (unter 326 Sitzen)                           |       |
| Lab, SNP, LibDems, PC, Green                                | 314   |

Das Wahlergebnis war in mehrfacher Hinsicht eine Überraschung. Zum einen war das Kalkül der Premierministerin, durch die Wahl eine solide Parlamentsmehrheit zu erlangen und damit die Position ihrer Regierung bei den anstehenden Verhandlungen mit der EU zu stärken, nicht aufgegangen. Während die Konservativen zuvor über eine knappe Mehrheit im Unterhaus verfügt hatten, ist sie durch die Wahl verlorengegangen, so dass die Regierung nun auf die Unterstützung anderer Parteien angewiesen ist. Kurz nach der Wahl kündigte die Premierministerin an, dass ihre Regierung in Zukunft mit der nordirischen Democratic Unionist Party (DUP) zusammenarbeiten werde, allerdings nicht in Form einer festen Koalition, sondern auf Basis inhaltlicher Vereinbarungen („Confidence and supply“). Die Vorsitzende der DUP, Arlene Foster, äußerte sich eher reserviert und erklärte direkt nach der Wahl, dass es ihrer Ansicht nach für die Premierministerin schwierig sein werde, politisch zu überleben („difficult to survive“). Programmatisch ist die DUP insgesamt eher rechts von der Konservativen Partei anzusiedeln. Sie ist in allererster Linie eine nordirische Partei, die Ziele hinsichtlich Nordirlands vertritt. Hier nimmt sie einen kompromisslosen unionistischen Standpunkt ein. In Bezug auf das Verhältnis zur EU sprach sich die DUP von Anfang an für den EU-Austritt aus, im Gegensatz zu den Konservativen, die in dieser Frage lange Zeit gespalten waren. Im Unterschied zur Premierministerin befürwortet die DUP jedoch mit Rücksicht auf die Grenze zwischen Nordirland und der Republik Irland einen soft Brexit. In sozialen und gesellschaftlichen Fragen nimmt die DUP deutlich konservativere Standpunkte ein und sprach sich beispielsweise gegen die gleichgeschlechtliche Ehe und für ein verschärftes Abtreibungsrecht aus. Die Langzeit-Perspektiven eines Zweckbündnisses zwischen Konservativen und DUP wurden von politischen Kommentatoren eher kritisch gesehen.
Aufgrund des für die Konservativen enttäuschenden Wahlergebnisses geriet die Premierministerin erheblich in die Kritik. In der Presse war verbreitet die Meinung zu hören, dass das Wahlergebnis in erster Linie der uninspirierenden oder sogar „katastrophalen“ Wahlkampagne der Premierministerin zuzuschreiben sei. Theresa May habe mit ihrer verfehlten Wahlkampagne den Vorsprung der Konservativen in den Meinungsumfragen verspielt. Die Kommentatoren waren sich weitgehend einig, dass die Position der Premierministerin durch den Wahlausgang deutlich geschwächt worden sei. Teilweise wurde ganz offen über ihre mögliche Nachfolge spekuliert.
Die Labour Party hatte deutlich an Stimmen und Mandaten hinzugewonnen, wie das noch einem Monat vor dem Wahltermin undenkbar erschienen war. Dies wurde zum Teil auch auf die Mobilisierung jüngerer Wähler zurückgeführt, die sich von einigen zentralen Wahlversprechen der Labour-Kampagne (unter anderem die Reduzierung der Studiengebühren, sowie das Ende der Austeritätspolitik) angesprochen fühlten. Jeremy Corbyn forderte Theresa May zum Rücktritt auf. Sie habe die Wahl verloren und sei nicht in der Lage, eine stabile Regierung zu bilden. Die Labour Party sei zur Regierungsübernahme bereit.
Auch innerhalb der Konservativen Partei wurde Kritik am Führungsstil der Premierministerin laut. Mehrere führende Berater aus dem engeren Führungskreis warfen ihr vor, dass es in ihrer Umgebung nicht möglich gewesen sei, die Probleme frei anzusprechen, und dass sie ihre Mitarbeiter nicht mit genügendem Respekt behandle. Ihr Regierungsteam in Downing Street No 10 sei „dysfunktional“.